# Berceuse (roman)
Pour les articles homonymes, voir Berceuse (homonymie).
Berceuse (titre original : Lullaby) est un roman de Chuck Palahniuk, paru en 2002 aux États-Unis.

## Résumé
L'histoire retrace le mythe d'une berceuse, qui, une fois lue à haute voix, a la faculté de tuer les auditeurs. Carl Streator, journaliste, rencontre Helen Hoover Boyle, agente immobilière spécialisée dans les affaires de fantômes. Celle-ci s'avère porteuse d'un secret, que Carl comprend au fil des pages. Deux hippies écologistes les accompagnent. Ceux-ci, opposés à Carl et Helen, provoquent des débats et quelques combats.

## Traductions
Lullaby a été traduit en français par Freddy Michalski sous le titre Berceuse; cette traduction a été publiée pour la première fois en 2004 aux éditions Gallimard, dans la collection La Noire.